# Luca Argentero
Luca Argentero (Torino, 12 aprile 1978) è un attore, personaggio televisivo ed ex modello italiano.

## Biografia
Nato a Torino il 12 aprile 1978 da Guido Argentero e Agata Bonanno, casalinga d'origine siciliana, ha vissuto a Moncalieri. Dopo gli studi superiori, compiuti al Collegio San Giuseppe, lavora come barista in una discoteca, continuando negli studi e laureandosi, nel 2004, in Economia e Commercio all'Università degli Studi di Torino.
Raggiunge la notorietà nel 2003 partecipando alla terza edizione del Grande Fratello, reality show in onda su Canale 5, suscitando scalpore per un controverso rapporto con Marianella Bargilli. Si classifica al terzo posto con il 9% dei voti: al casting era stato proposto dalla cugina Alessia Ventura, ai tempi letterina nel programma Passaparola di Gerry Scotti. Dopo questa esperienza, colleziona una serie di ospitate televisive, posa per un calendario sexy del mensile Max e lavora come modello.
Nel 2005 esordisce come attore nella serie televisiva Carabinieri, in cui interpreta, dalla quarta alla sesta stagione, il ruolo di Marco Tosi. Nel 2006 è protagonista del cortometraggio Il quarto sesso. Nello stesso anno esordisce sul grande schermo con il film A casa nostra, regia di Francesca Comencini. Nel 2007 ritorna nelle sale cinematografiche con Saturno contro, diretto da Ferzan Özpetek e Lezioni di cioccolato, regia di Claudio Cupellini, con Violante Placido. Inoltre appare su Rai 1 con la miniserie televisiva La baronessa di Carini, regia di Umberto Marino, in cui è protagonista insieme a Vittoria Puccini.
Nel 2008 è protagonista dei film Solo un padre, regia di Luca Lucini, con Diane Fleri, Fabio Troiano e Claudia Pandolfi, le cui riprese sono iniziate il 21 gennaio a Torino. Nel 2009 ritorna nelle sale con il film Diverso da chi?, per la regia di Umberto Carteni, in cui torna a interpretare il ruolo di un omosessuale, Piero, conteso in un triangolo amoroso composto dal suo compagno Remo, interpretato da Filippo Nigro, e da Adele, che ha il volto di Claudia Gerini, interpretazione che gli vale la sua prima candidatura al David di Donatello come miglior attore protagonista.
Nello stesso anno escono Il grande sogno, film che parla del Movimento del Sessantotto, diretto da Michele Placido, dove interpreta un leader del movimento studentesco, e Oggi sposi, commedia scritta da Fausto Brizzi, Marco Martani e Fabio Bonifacci e diretta da Luca Lucini in cui interpreta il ruolo di un poliziotto pugliese prossimo alle nozze con la figlia di un ambasciatore indiano (Moran Atias). Altri suoi tre film escono nel 2010: La donna della mia vita, anch'esso diretto da Luca Lucini, C'è chi dice no, regia di Giambattista Avellino, in cui recita al fianco della moglie Myriam Catania, e Mangia prega ama, regia di Ryan Murphy, con Julia Roberts.
Sempre nel 2010 esordisce in teatro con lo spettacolo Shakespeare in Love, regia di Nicola Scorza. Inoltre gli viene affidato il ruolo di Tiberio Mitri nella miniserie televisiva Il campione e la miss, diretta da Angelo Longoni. Nel 2011 presta la sua voce a Fred DeLepris nel film Hop di Tim Hill e nello stesso anno partecipa a Lezioni di cioccolato 2 e viene scelto per condurre Le iene. Insieme a Enrico Brignano, sostituisce gli storici conduttori Luca e Paolo al fianco di Ilary Blasi, che invece viene riconfermata. Nel 2012 prende parte alle riprese dell'adattamento cinematografico dell'omonimo libro di Alessandro D'Avenia, Bianca come il latte, rossa come il sangue, in cui interpreta la parte del "Sognatore", il professore punto di riferimento del protagonista.
Nel 2013 e nel 2014 partecipa, insieme a Gabry Ponte e Sabrina Ferilli, all'edizione serale di Amici di Maria De Filippi come giurato. Dal primo trimestre del 2012 è vicepresidente dell'organizzazione ONLUS 1 Caffè che cerca di riproporre la tradizione del Caffè sospeso a scopo benefico e volontariamente. Dal 2014 supporta Never Give Up, associazione no profit per lo studio e la cura dei disturbi del comportamento alimentare.

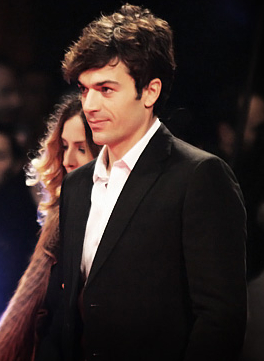
Luca Argentero nel 2010

Il 12 e 13 gennaio 2015 è protagonista nella miniserie Ragion di Stato su Rai 1. L'11 febbraio interviene alla seconda serata del Festival di Sanremo, insieme a Claudio Amendola, per promuovere il loro nuovo film Noi e la Giulia, per la regia di Edoardo Leo. Gira poi un nuovo film di Max Croci, Poli opposti, uscito nelle sale l'8 ottobre 2015, presentato al Grande Fratello 14, su Canale 5, nel corso della serata del 15 ottobre.
Nel 2016 recita in uno spot pubblicitario di Nutella B-ready e nel film Al posto tuo, con Ambra Angiolini e Stefano Fresi.
Nel 2017 con Paolo Tenna lancia MyVisto, piattaforma web che mette in comunicazione creativi e brand e torna al cinema con il noir Il permesso - 48 ore fuori, in cui è affiancato da Claudio Amendola (quest'ultimo anche regista della pellicola). Nel 2018 è protagonista nei lungometraggi Hotel Gagarin di Simone Spada, e Cosa fai a Capodanno? di Filippo Bologna.
Recita sempre nel 2017 nella serie TV Sirene, dove interpreta un professore di educazione fisica che gestisce un bed and breakfast. E dove ospita, per puro caso, la Sirena Yara di cui si innamorerà. Nel 2018 è il protagonista dello spettacolo teatrale È questa la vita che sognavo da bambino?, da lui scritto, insieme a Gianni Corsi ed Edoardo Leo, con le musiche di Davide Cavuti e la regia di Edoardo Leo; il tour, prodotto da Stefano Francioni, prosegue anche nelle stagioni seguenti.
Nel 2019 gira i film Copperman di Eros Puglielli e Io, Leonardo di Jesus Garces Lambert.
Per l’interpretazione del commissario Giovanni Morandi nel film Brave ragazze, diretto da Michela Andreozzi, nel 2020 riceve una candidatura ai Nastri d'argento come migliore attore protagonista di commedia.
Dal 2020 recita nel ruolo del protagonista Andrea Fanti nella serie televisiva Doc - Nelle tue mani su Rai 1. Tra settembre e ottobre 2022, conduce, con Alessandro Siani, Striscia la notizia su Canale 5.
Tra il 2021 e il 2024 è al cinema con i film Come un gatto in tangenziale - ritorno a Coccia di Morto, I migliori giorni e Una famiglia sottosopra e in televisione con la serie de Le fate ignoranti e il film thriller La coda del diavolo.
Il 1º dicembre 2024 vince lo Zecchino d'Oro 2024 come autore del brano Diventare un albero.

## Vita privata
Nel luglio del 2004 si è fidanzato con l'attrice e doppiatrice Myriam Catania; dopo 5 anni di fidanzamento, si sposano nel 2009. La coppia si è poi separata nel 2016.
Nel 2015, sul set del film Vacanze ai Caraibi, conosce la modella e attrice Cristina Marino. Il 20 maggio 2020 nasce la loro prima figlia, Nina Speranza, e il 5 giugno 2021 i due attori si sono sposati a Città della Pieve, dove risiedono da tempo; per la città umbra Argentero si presta anche come testimonial per uno spot TV. Il 17 febbraio 2023 nasce il secondo figlio della coppia: Noè Roberto.

## Filmografia

### Attore

#### Cinema
- A casa nostra, regia di Francesca Comencini (2006)
- Saturno contro, regia di Ferzan Özpetek (2007)
- Lezioni di cioccolato, regia di Claudio Cupellini (2007)
- Solo un padre, regia di Luca Lucini (2008)
- Diverso da chi?, regia di Umberto Carteni (2009)
- Il grande sogno, regia di Michele Placido (2009)
- Oggi sposi, regia di Luca Lucini (2009)
- La donna della mia vita, regia di Luca Lucini (2010)
- Mangia, prega, ama (Eat Pray Love), regia di Ryan Murphy (2010)
- C'è chi dice no, regia di Giambattista Avellino (2011)
- Lezioni di cioccolato 2, regia di Alessio Maria Federici (2011)
- Il cecchino (Le Guetteur), regia di Michele Placido (2012)
- E la chiamano estate, regia di Paolo Franchi (2012)
- Pazze di me, regia di Fausto Brizzi (2013)
- Bianca come il latte, rossa come il sangue, regia di Giacomo Campiotti (2013)
- Cha cha cha, regia di Marco Risi (2013)
- Un boss in salotto, regia di Luca Miniero (2014)
- Fratelli unici, regia di Alessio Maria Federici (2014)
- Tre tocchi, regia di Marco Risi (2014)
- Noi e la Giulia, regia di Edoardo Leo (2015)
- Poli opposti, regia di Max Croci (2015)
- Vacanze ai Caraibi, regia di Neri Parenti (2015)
- Mala vita, regia di Angelo Licata – cortometraggio (2015)
- Al posto tuo, regia di Max Croci (2016)
- Il permesso - 48 ore fuori, regia di Claudio Amendola (2017)
- Hotel Gagarin, regia di Simone Spada (2018)
- Cosa fai a Capodanno?, regia di Filippo Bologna (2018)
- Copperman, regia di Eros Puglielli (2019)
- Io, Leonardo, regia di Jesus Garces Lambert (2019)
- Brave ragazze, regia di Michela Andreozzi (2019)
- Come un gatto in tangenziale - Ritorno a Coccia di Morto, regia di Riccardo Milani (2021)
- I migliori giorni, regia di Massimiliano Bruno ed Edoardo Leo (2023)
- Una famiglia sottosopra, regia di Alessandro Genovesi (2024)

#### Televisione
- Carabinieri – serie TV, 7 episodi (2005-2007)
- La baronessa di Carini, regia di Umberto Marino – miniserie TV (2007)
- Tiberio Mitri - Il campione e la miss, regia di Angelo Longoni – miniserie TV (2011)
- Ragion di Stato, regia di Marco Pontecorvo – miniserie TV (2015)
- Sirene – serie TV (2017)
- Doc - Nelle tue mani – serie TV (2020-in corso)
- Le fate ignoranti – serie TV (2022)
- La coda del diavolo, regia di Domenico De Feudis – film TV (2024)

#### Teatro
- È questa la vita che sognavo da bambino?, regia di Marco Salom – speciale su Prime Video (2022)

#### Videoclip
- Passione di Neffa, regia di Maria Sole Tognazzi
- Distratto di Francesca Michielin, regia di Stefano Sollima
- Il rimedio la vita e la cura di Chiara, regia di Marco Salom
- Per fare a meno di te di Giorgia, regia di Marco Salom
- Se si potesse non morire dei Modà, regia di Gaetano Morbioli

### Produttore
- Evil Things - Cose cattive, regia di Simone Gandolfo (2012)
- The Last Shaman, regia di Raz Degan (2016) - documentario

### Doppiatore

#### Film Cinema
- Manolo Cardona in Beverly Hills Chihuahua (2008)
- James Marsden in Hop (2011)

#### Film d'animazione
- Timo in Gladiatori di Roma (2012)
- Lorenzo Paguro in Luca (2021)

### Cortometraggi
- Il quarto sesso, regia di Marco Costa (2006)

## Teatro
- Shakespeare in Love (2011)
- È questa la vita che sognavo da bambino?, regia di Edoardo Leo (2018)

## Programmi televisivi
- Grande Fratello 3 (Canale 5, 2003) – concorrente
- Sky Cine News (Sky Cinema, 2003-2004) – conduttore
- Le Iene (Italia 1, 2011) – conduttore
- Amici di Maria De Filippi (Canale 5, 2013-2014) – giurato
- Pericolo verticale (Rai 2, 2014)
- Striscia la notizia (Canale 5, 2022) – conduttore
- Celebrity Hunted: Caccia all'uomo (Prime Video, 2022) – concorrente
- Rischiatutto 70 (Rai 1, 2024) – concorrente

## Opere letterarie
- Disdici tutti i miei impegni, Mondadori, 2023.

## Discografia
- Vitae, album di Davide Cavuti (2016) – interprete del testo "Il mio grido" di Davide Cavuti
- Diventare un albero, canzone vincitrice dello Zecchino d’oro (2024) – autore con Rebecca Pecoriello e Nicola Marotta

## Riconoscimenti
- David di Donatello
  - 2009 – Candidatura al miglior attore protagonista per Diverso da chi?[4]

- Nastro d'argento
  - 2020 – Candidatura al migliore attore protagonista di commedia per Brave ragazze
- Nastri d'argento - Grandi Serie
  - 2022 – Migliore attore protagonista per Doc - Nelle tue mani

- Premio Diamanti al Cinema
  - 2007 – Miglior attore non protagonista per Saturno contro[18]

- Premio Guido Celano
  - 2019 – Miglior attore teatrale per È questa la vita che sognavo da bambino?[19]

- Ciak d'oro serie tv
  - 2024 - Miglior attore italiano - Doc - Nelle tue mani